# Шернстедт, Софи
Софи Шернстедт (швед. Sophie Stjernstedt, полное имя Sophie Louise Stjernstedt; 1845—1927) — шведская художница.

## Биография
Родилась 19 августа 1845 года в провинции Вермланд в семье военного и барона Юхана Вильгельма Шернстедта и Софии Кристины Уггла. Сестра Леонарда Вильгельма Шернстедта, племянница Эдварда Августа Шернстедта и тётя Марики Шернстедт.
Софи уехала из дома в возрасте четырнадцати лет. Когда ей было двадцать пять лет, её родители умерли, и она переехала к сестре в Лунд, где решила стать художницей.
Была ученицей у нескольких мастеров, в том числе у Эдварда Берга в Стокгольме и у Фредерика Роде в Копенгагене. Затем продолжила своё обучение в Дюссельдорфе, Берлине и у Ханса Гуде в Карлсруэ, а также в Париже — у Луи Дардуаза и Люсьена Симона. Во время пребывания в Париже Софи Шернстедт выставлялась в Салоне. Совершила ознакомительную поездку в Италию, где заразилась малярией, которая чуть не унесла её жизнь, и лечащий врач отправил её домой.
Вернувшись в Швецию, Софи в течение трех лет руководила школой живописи в Лунде, но затем решила жить во Франции и Швейцарии. С 1890-х годов до начала XX века она жила зимой преимущественно в Ницце, а летом в Экс-ле-Бене. Во Франции она рисовала небольшие картины маслом или акварелью, которые продавались в книжных магазинах по 100 или 150 франков каждый. Софи Шернстедт вела богемную жизнь и ни разу не обзавелась постоянным домом в течение своей жизни; её огромной потребностью в свободе выражалась в том, что обычно она жила в съёмных меблированных комнатах с чемоданом в качестве дивана. Она была уважаемым гостем в светских кругах, общалась даже с королевой Дании Луизой. Ей нравилось посещать казино в Монте-Карло, вложив скромное родительское наследие частично в более или менее сомнительные дела. Вместе со шведской художницей Керстин фон Пост она была партнером в проекте по добыче полезных ископаемых на Фарерских островах, где угледобывающая компания её подруги в конце-концов разорилась.
В 1901 году Софи Шернстедт снова вернулась в Швецию, и в дальнейшем она обычно оставалась в Арильде провинции Сконе на летние месяцы, а зиму проводила в Стокгольме. С 1907 по 1910 год она жила в Вермланде, зимы проводила в Гётеборге. Затем вернулась к прежнему режиму жизни в Арильде-Стокгольме. Так же не имея собственного жилья, она снимала меблированные комнаты у какой-нибудь старой одинокой дамы.
Творчество художницы преимущественно состоит из прибрежных мотивов из Арильда в Сконе и норвежских фьордов. Шернстедт принимала участие в ряде художественных выставках в Швеции (Мальмё, Гётеборг, Стокгольм), а также за границей — в Копенгагене, Париже и Лондоне. Много её работ представлено в коллекции произведений искусства датского короля Кристиана IX.
Умерла 3 июля 1927 года в Стокгольме. Была похоронена на городском кладбище Норра бегравнингсплатсен.